# Chillogallo (parroquia)
Chillogallo es una parroquia urbana de la ciudad de Quito, parte de las 65 que conforman el área metropolitana de la capital de Ecuador. Se encuentra ubicada al sur de la urbe, y constituye una de las más pobladas y grandes de Quito, con un clima frío-templado y grandes montañas hacia su extremo occidental, por donde se accede al santuario "El cinto", de gran acogida turística sobre todo en el mes de septiembre que celebran sus fiestas en honor a la Virgen; además, por su ruta se llega a la parroquia de Lloa, en donde existen sitios de pesca. Según la Iglesia católica de la parroquia.

## Historia
La palabra Chillogallo tiene tres posibles orígenes. En primer lugar, fue Chalagalli, en donde chalag es el lugar para rebuscar los frutos olvidados después de la cosecha y allí significa bueno, bondadoso, perfecto, sano y bien construido. Por otra parte, la segunda alternativa fue Chillojalli, dividiéndose en chillo que es equivalente al cielo y en jalli que es aquello que envuelve al cielo. Por último, la tercera fue Chilloguayllu, en el cual chillo también representa al frío y huayllu se refiere a hondonada, es decir, que está más hondo que sus alrededores. Puesto que la parroquia abarca todas las características mencionadas, se optó por crear una combinación de las mismas y tener el nombre de Chillogallo.   
El 22 de mayo de 1822 el ejército independentista comandado por Antonio José de Sucre pernoctó en Chillogallo antes de la Batalla de Pichincha. Con esta batalla, que tomó lugar en la mañana del 24 de mayo, el territorio de lo que sería el Ecuador obtuvo su independencia de España. En el Ecuador se celebra el 24 de mayo como una fecha cívica de mucha importancia. La hacienda antigua, utilizada por Sucre y sus tropas, fue construida originalmente en el año 1765 y se conserva aún como una arquitectura patrimonial. Ahí opera el Centro Cívico Cultural, Museo y Biblioteca Mariscal Sucre, órgano dependiente del Ministerio de Cultura. El 9 de mayo de 1861, el presidente Gabriel García Moreno elevó la población de Chillogallo y territorio circundante a parroquia rural.
Hasta mediados del siglo XX la actual zona de Chillogallo fue considerada el ''granero de Quito'', puesto que era donde se localizaban varias haciendas ganaderas y agrícolas que proveían alimento al centro de Quito, donde las más destacadas eran las de ''Las Cuadras'', ''San José'', ''Santa Rita'', ''Ibarra'' y ''El Carmen''. Desde Chillogallo, se construyó en 1941 el primer camino entre Quito y Santo Domingo de los Colorados, permitiendo la comunicación y el comercio entre la sierra y la costa, sin embargo este camino se abandonó tras la construcción de la vía Aloág-Santo Domingo en 1963.
Entrando a la década de los años 70, la rápida expansión de la mancha urbana de Quito y las reformas agrarias, provocaron que las diferentes haciendas de la zona vendan y parcelen sus territorios, y en 1972 el entonces mandatario Guillermo Rodríguez Lara declara a Chillogallo como parroquia urbana, teniendo entonces una población de 1.700 habitantes. Hoy la población de Chillogallo (y barrios aledaños) supera los 50.000 habitantes y es uno de los sectores más populares del sur de Quito.

## Lugares de interés

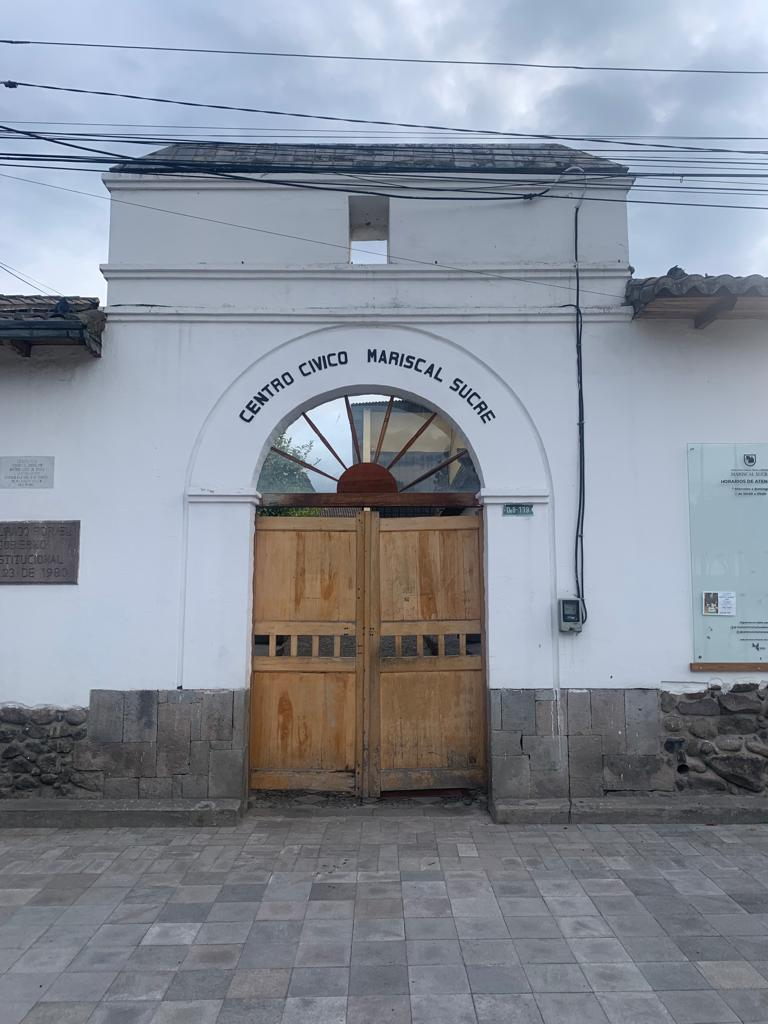
Entrada Centro Cívico, Museo y Biblioteca Mariscal Sucre.

La parroquia Santiago Apóstol de Chillogallo, en el mes de julio la Iglesia celebra la fiesta de Santiago el Mayor, el discípulo fue uno de los preferidos por Jesús, después de Juan y Pedro, y quien derramó primero su sangre por él.
En Chillogallo se encuentra el Estadio de Sociedad Deportiva Aucas del equipo de fútbol Sociedad Deportiva Aucas, equipo de fútbol que es ídolo en Quito y precisamente con mayor hinchada en el sur de la ciudad, y uno de los equipos con mayor popularidad del país. También el Quicentro Sur.
Entre las instituciones educativas fiscales más antiguas, están, la Escuela Fiscal "23 de Mayo"; y, el Colegio Fiscal "Emilio Uzcátegui" (antiguo Colegio Santa Rita).
En Chillogallo también se encuentra el Centro Cívico, Museo y Biblioteca Mariscal Sucre, un espacio cultural que cuenta con una biblioteca propia, realiza exposiciones de arte, actividades pedagógicas y cuenta con un patio interno y jardín.
Además, en los últimos años se creó el Parque Municipal "Las Cuadras", cerca a Fundeporte, gran pulmón del sector sur de la capital y lugar destinado al paseo y ejercicio de la población.

## Comercio
Chillogallo es una de las parroquias más grandes de la Ciudad de Quito, compuesta por algunos barrios populares del sector. Su alto nivel de crecimiento poblacional ha hecho que esta parroquia sea un lugar altamente comercial, sobre todo en sus sectores centrales.

## Barrios
La parroquia de Chillogallo se divide en varios barrios:
- Chillogallo Central
- Santa Marta
- Santa Rosa
- San Luis
- Quito Occidental
- El Tránsito
- 23 de mayo
- El Girón
- La Libertad
- Buenaventura
- Los Andes
- San Gregorio
- La Estancia
- Las Cuadras
- Santa Rita

## Transporte
Chillogallo cuenta con varias líneas de buses que llegan hasta el sector y pasan hacia barrios aledaños; además de dos rutas alimentadoras que conectan al barrio con las estaciones Morán Valverde y El Recreo del Trolebús de Quito.
Las rutas de buses emblemáticas de Chillogallo son las siguientes:
- Chillogallo-La Marín; en tres diferentes ramales, por la Av. Mariscal Sucre, por la Av.Teniente Hugo Ortiz o por la Av. Simón Bolívar.
- Chillogallo-24 de mayo-Centro Histórico
- Chillogallo-Estadio Olímpico (Desde 2012 parte del Corredor Sur Occidental).
- Chillogallo-Plaza Argentina (Desde 2012 parte del Corredor Sur Occidental).
- Chillogallo-La Vicentina (Desde 2012 parte del Corredor Sur Occidental).

## Deporte
En Chillogallo como en todo Quito, existen Ligas Barriales donde equipos organizados se reúnen para la competencia deportiva; principalmente está la Liga Deportiva Chillogallo, una de las más antiguas del cantón Quito, además Liga Deportiva "Santa Ana" de Chillogallo, entre otras.
En Chillogallo está Fundeporte, un complejo deportivo privado inaugurado en el año 1979, en el que existen canchas de fútbol, indor, tenis, básquet, patinaje, piscina, vóley, entre otros, de gran ayuda para el sano esparcimiento de la gente del sector.
También cuenta con uno de los estadios más grandes del sur de Quito el cual es el Estadio Gonzalo Pozo Ripalda más conocido como el estadio del equipo de fútbol Aucas.